# Autoritat del Transport Metropolità

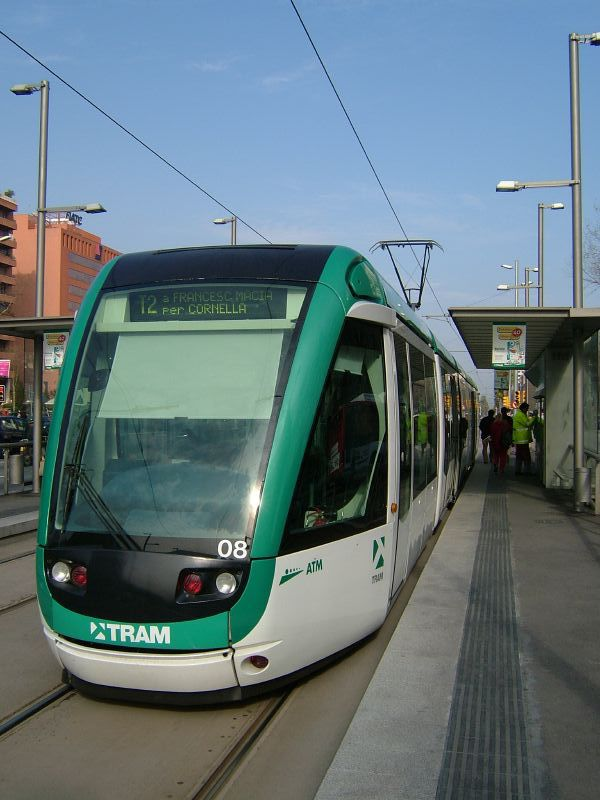
Een Trambaix-tram met het ATM-logo.

Autoritat del Transport Metropolità (Metropool Transportautoriteit), afgekort als ATM, is de organisatie die belast is met het coördineren van verschillende openbaarvervoersystemen in de stad Barcelona, zijn metropool en andere regio's onder de invloedssfeer van Barcelona, inclusief een eenheidsprijs maar ook management, planning en/of constructie van infrastructuur voor het hele ov-netwerk.

## Reikwijdte

Hoewel er geen officiële grenzen bestaan voor het vervoersgebied van de ATM, omvat het huidige gebied niet alleen de metropool Barcelona, bestaande uit de comarcas Barcelonès, Baix Llobregat, Vallès Occidental, Vallès Oriental, Maresme, Alt Penedès en Garraf, maar ook verder weg gelegen steden en gemeenten als Blanes, El Vendrell, Igualada en Manresa onder de bevoegdheid van de ATM.
De metropool is verdeeld in zes concentrische zones, waarvan de tarieven gedefinieerd worden door de 'Entitat del Transport' van de Àrea Metropolitana de Barcelona (AMB).

## Het netwerk
De transportsystemen onder het beheer van ATM zijn:

### Metro
De metro van Barcelona kent twee verschillende uitvoerders:
- TMB
- FGC

### Regionale spoorwegen
De regionale spoorlijnen worden onderhouden door twee aanbieders:
- FGC
- RENFE Rodalies

### Tram
- Trambaix en Trambesòs, beide in beheer bij de TMB.

### Kabelspoorweg
- Kabelspoorweg van Montjuïc (TMB)
- Kabelspoorweg van Vallvidrera (FGC)

### Bussen
- TMB
- Nitbus (nachtbus voor verschillende gemeenten)
- Verschillende stads- en regionale bussen:
ALSA, Autobuses Horta, Autobusos de Granollers, Autocorb, Autos Castellbisbal, Barcelona Bus, Casas, Cingles Bus, Cintoi Bus, Font, Hillsa, Hispania, Hispano Hilarienca, Hispano Igualadina, Julià, Manresa Bus, Marés, Masats, Mataró Bus, Mohn, Molinsbus, Montferri, Oliveras, Osona Bus, Plana, Rosanbus, Rubí Bus, Sagalés, Saiz Tour, Sarbus, Soler i Sauret, Transports Ciutat Comtal, Transports Lydia, TMESA, TP, Tulsa, TUS, Vendrell

## Ov-kaarten
Alle ATM ov-kaarten kunnen gebruikt worden in alle vormen van transport. Men heeft de volgende kaarten:
- T-10
- T-50/30 – 50 dagen in 30 opeenvolgende dagen vanaf de eerste dag van gebruik
- T-Familiar (70/30)
- T-Mes
- T-Trimestre
- T-Dia
- T-Jove